# Martyn Ladow
Martyn Nikołajewicz Ladow (Mandelsztam) (ros. Мартын Николаевич Лядов (Мандельштам), ur. 24 sierpnia 1872 w Moskwie, zm. 6 stycznia 1947 tamże) – rewolucjonista Imperium Rosyjskiego, działacz komunistyczny, radziecki działacz partyjny.

## Życiorys
Urodzony w rodzinie żydowskiego kupca, 1890-1891 służył w rosyjskiej armii, od 1981 był związany z ruchem socjaldemokratycznym, 1893 należał do moskiewskiego "Związku Robotniczego". W 1895 został aresztowany, 1897 skazany na zesłanie do Wierchojańska w obwodzie jakuckim, 1898 wstąpił do nowo powstałej SDPRR. W 1903 wyemigrował, 1907-1911 studiował na Sorbonie, 1911 wrócił do Rosji, pracował w Baku i był tam sekretarzem redakcji gazety "Nieftianoje Dieło", od marca do maja 1917 był zastępcą przewodniczącego Rady Bakijskiej i redaktorem "Izwiestii Bakinskiego Sowieta". Po rozłamie w SDPRR w 1903 został bolszewikiem, jednak w 1909 przeszedł na stronę grupy "Wpieriod", z którą w 1911 zerwał. W latach 1917–1920 był mienszewikiem. Od sierpnia do 26 października 1917 był przewodniczącym Komitetu Wykonawczego Rady Bakijskiej, 1918 sekretarzem Rady Robotników Przemysłu Naftowego, 1918-1920 działał w Gruzji, 1920 został przyjęty do RKP(b) z zaliczeniem stażu partyjnego od 1893. Od 1920 był pomocnikiem przewodniczącego Głównego Zarządu Paliwowego Najwyższej Rady Gospodarki Narodowej RFSRR, potem do 1922 dyrektorem Centralnego Zarządu Przemysłu Naftowego Najwyższej Rady Gospodarki Narodowej RFSRR, później wykładał historię partii na Komunistycznym Uniwersytecie im. Swierdłowa, następnie był wykładowcą Kremlowskich Kursów Dowódczych i wykładowcą Komunistycznego Uniwersytetu Pracujących Wschodu. Od maja 1922 do 1923 był funkcjonariuszem partyjnym w Niżnym Nowogrodzie, 1923-1929 rektorem Akademii Komunistycznej im. Swierdłowa, a od 19 grudnia 1927 do 26 czerwca 1930 członkiem Centralnej Komisji Rewizyjnej WKP(b). W 1929 był przewodniczącym Gławnauki, 1929-1930 kierował Centralnym Archiwum Rewolucji Październikowej, 1932 przeszedł na emeryturę, mimo to później był redaktorem wydawnictwa "Staryj Bolszewik".